# Den Helder

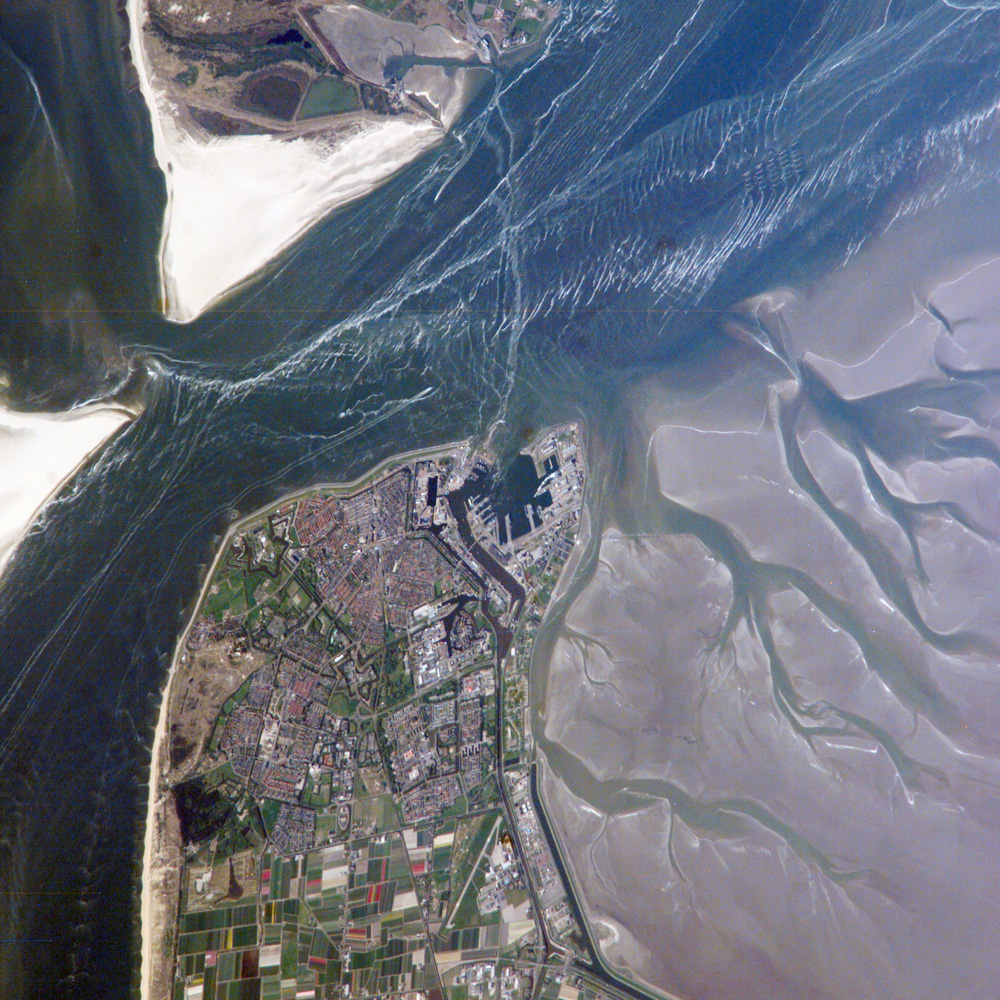
Hình ảnh Den Helder từ trên cao xuống.

Den Helder là một đô thị của Hà Lan. Den Helder thuộc tỉnh Noord-Holland ở nửa phía bắc Hà Lan. Den Helder có diện tích km2, dân số năm 2010 là người.